# Salmanassar V
Salmanassar V var en assyrisk kung som regerade 726 f.Kr.–722 f.Kr. Han belägrade huvudstaden i Israels rike, Samaria under de sista tre åren av kung Hoseas regering cirka 724–722 f.Kr. När staden föll år 722 f.Kr. fördes dess befolkning bort i fångenskap till Assyrien.
Salmanassar V:s död utlöste en kupp som förde en ny kung till makten år f.Kr. Salmanassar V:s far Tiglath-Pileser III kom själv till makten genom en kupp, och hans son fick inte sitta länge på tronen. År 721 f.Kr. dog han. En ny kung tog makten – Sargon II, på akkadiska Sharru-kin, vilket betyder "kungen är legitim".